# Kirkee
Kirkee là một thị xã quân sự (cantonment) của quận Pune thuộc bang Maharashtra, Ấn Độ.

## Nhân khẩu
Theo điều tra dân số năm 2001 của Ấn Độ, Kirkee có dân số 76.608 người. Phái nam chiếm 56% tổng số dân và phái nữ chiếm 44%. Kirkee có tỷ lệ 80% biết đọc biết viết, cao hơn tỷ lệ trung bình toàn quốc là 59,5%: tỷ lệ cho phái nam là 85%, và tỷ lệ cho phái nữ là 74%. Tại Kirkee, 11% dân số nhỏ hơn 6 tuổi.